# Guerra Creek
La Guerra Creek (1813-1814), també coneguda com a Guerra dels Bastons Vermells i Guerra Civil Creek, fou una guerra regional entre faccions creek oposades, els imperis europeus i els Estats Units, que va tenir lloc en gran manera a Alabama i al llarg de la Costa del Golf. Els principals conflictes de la guerra van tenir lloc entre milícies estatals i els "Bastons Vermells" creek.
La Guerra Creek és part de quatre segles de Guerres índies. També se sol considerar part de la guerra de 1812, per la seva connexió amb Guerra de Tecumseh als Territoris del Nord-oest perquè és concurrent amb la guerra britànico-americana i implica molts dels mateixos actors, i perquè els Bastons Vermells van buscar el suport dels britànics i més tard amb l'ajut de l'almirall Cochrane avançaren cap a Nova Orleans.
La Guerra Creek va començar com un conflicte dins de la Confederació Creek, però l'Exèrcit dels Estats Units s'hi va involucrar ràpidament. Els comerciants britànics i el govern espanyol van enviar subministraments als Bastons Vermells, causa del seu interès comú en la prevenció de l'expansió del territori dels Estats Units.
La guerra acabà de manera efectiva amb el Tractat de Fort Jackson (agost de 1814), on el general Andrew Jackson insistí que la Confederació Creek cedís més de 21 milions d'acres de terra del sud de Geòrgia i el centre d'Alabama. Aquestes terres foren preses tant a aliats creeks com a Bastons Vermells.

## Antecedents
La militància de caps i guerrers en els Bastons Vermells fou la resposta a la invasió cultural i territorial dels Estats Units. La designació del conflicte com a Guerra Civil Creek prové de les divisions al llarg de les fronteres culturals, polítiques, econòmiques, i geogràfiques. En el moment de la Guerra Creek, els Alts Creeks controlaven els rius Coosa, Tallapoosa i Alabama que arribaven a Mobile, mentre que els Baixos Creek controlaven el riu Chattahoochee, que desembocava a la Badia d'Apalachicola. Els Baixos Creek eren socis comercials molt estrets amb els Estats Units, i havien adoptat més pràctiques culturals dels seus veïns que els Alts Creeks.

### Conflicte territorial
Les Províncies de l'Est i Oest de Florida eren governades pels espanyols, i empreses angleses com Panton, Leslie, and Co proporcionaven la majoria dels béns de consum comercial del país Creek. Pensacola i Mobile a la Florida Espanyola controlaven els punts de venda dels rius al Territori del Mississipi (est. 1798).
Els conflictes territorials entre França, Espanya, Gran Bretanya i els Estats Units al llarg de la costa del Golf que havien ajudat prèviament als creeks a mantenir el control sobre la major part del territori al sud-oest dels Estats Units havien canviat dràsticament a causa de les Guerres Napoleòniques, la rebel·lió de Florida i la Guerra de 1812, van fer les aliances polítiques i el comerç creek més tènues que mai.
Durant i després de la Revolució, els Estats Units van mantenir la Línia Índia que havia estat establerta per la Proclamació Reial de 1763. La Línia Índia va crear un límit per a l'assentament blanc per tal d'evitar la usurpació legal en terres índies, i també va ajudar el govern dels Estats Units a mantenir el control sobre el comerç indi. Els comerciants i colons sovint violaren els termes dels Tractats constitutius de la Línia Índia, i l'assentament blanc en terres dels indis va ser una de les raons que els Estats Units utilitzaren per expandir el seu territori.
En el Tractat de Nova York (1790), Tractat de Colerain (1796), Tractat de Fort Wilkinson (1802), i el Tractat de Fort Washington (1805), els creek van cedir el seu territori a l'est de Geòrgia del riu Ocmulgee. El tractat de 1805 també va permetre la creació d'una Carretera Federal que vinculava Washington DC a la ciutat recentment adquirida de Nova Orleans.
Les penetracions territorials cap a l'oest en territori creek, però també a la Florida espanyola i la compra de Louisiana (que els governs britànic i espanyol no va reconèixer), van fer que els governs europeus acceleressin la seva consolidació d'una aliança amb els creek. En 1804, els Estats Units van reclamar Mobile sota la Llei Mobile. L'Exèrcit Patriota capturaren parts de l'est de Florida en 1811-1815. En 1810 els Estats Units van tractar d'ocupar la ciutat després d'ocupar Baton Rouge durant la rebel·lió de Florida Occidental. Com a resultat Mobile va ser ocupada conjuntament per la debilitat dels exèrcits americans i espanyols, fins que el Secretari de Guerra Armstrong ordenà al general James Wilkinson obligar els espanyols a rendir-se el febrer de 1813. Després que Fort Charlotte va ser lliurada a l'abril, els espanyols es van centrar en la protecció de Pensacola (Florida) dels Estats Units. Els espanyols va decidir donar suport als creek en un atac contra els Estats Units i en defensa de la seva pàtria, però es van veure obstaculitzats en gran manera per la seva feble posició a les Florides i per la manca de subministraments, fins i tot per al seu propi exèrcit.

### Assimilació cultural i renaixement religiós

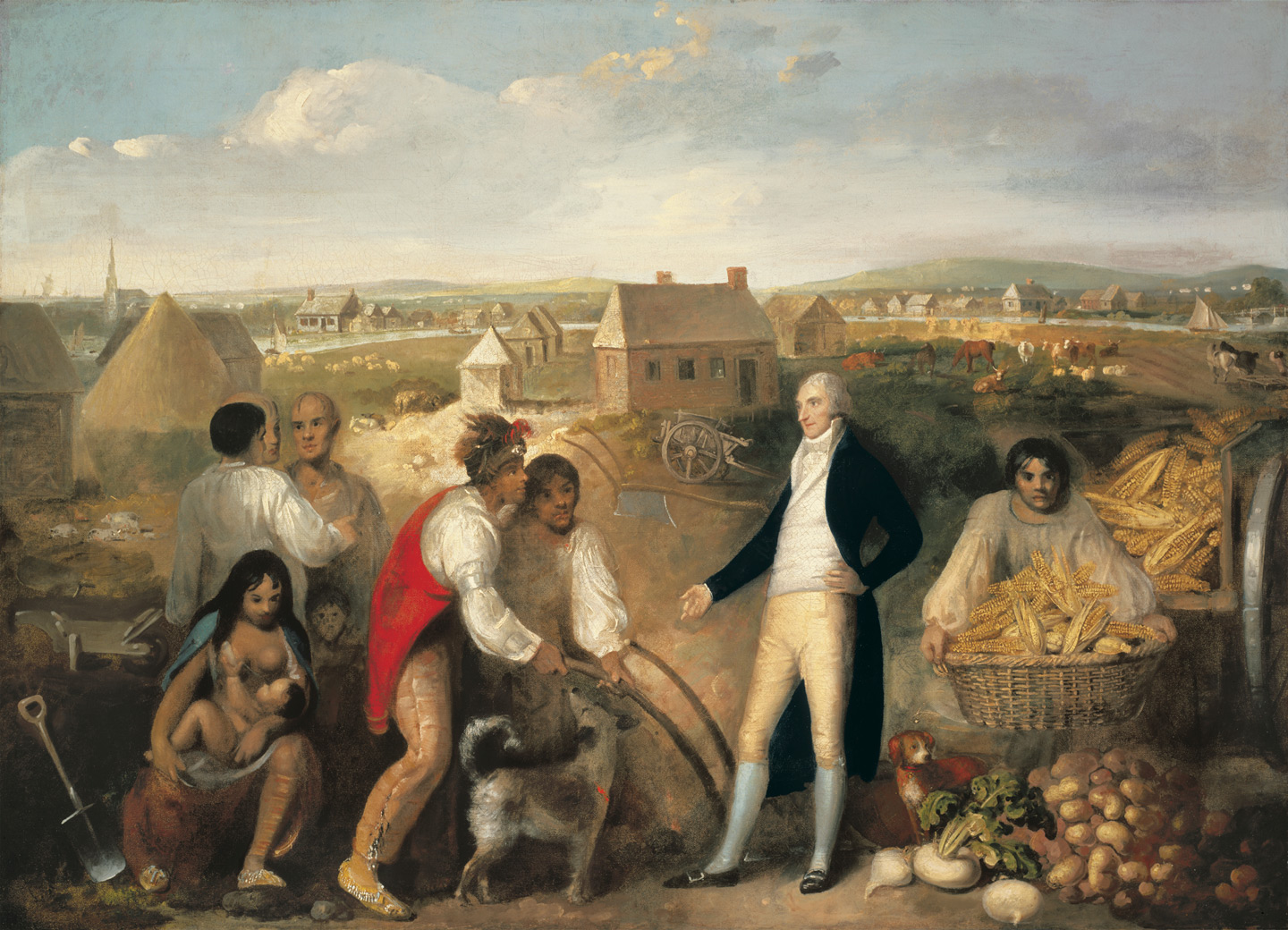
Pintura (1805) de Benjamin Hawkins a la seva plantació, instruint creeks sobre tecnologia europea

La fragmentació de la Nació Creek al llarg de les línies progressistes i nacionalistes tenia arrels que es remunten al segle xviii, però va arribar a un punt després de 1811. La militància dels Bastons Vermells va ser la resposta a les crisis econòmiques i culturals en la societat Creek causades per l'adopció dels béns comercials i la cultura occidentals. A partir del segle xvi, els creek havia format aliances comercials reeixides amb els imperis europeus, però la caiguda dràstica en el preu de les pells de cérvol de 1783-1793 els va fer més difícil pagar el seu deute, mentre que al mateix temps el procés d'assimilació havia elaborat el béns més necessaris. Els Bastons Vermells resistiren particularment els programes de civilització administrats per l'agent indi Benjamin Hawkins, qui tenia fortes aliances entre les ciutats dels Baixos Creek. Alguns dels creeks "progressistes" començaren a adoptar les pràctiques agràries quan la seva cacera va desaparèixer, de la mateixa manera que van assimilar més colons anglòfons en les viles i famílies creek. Els líders de les ciutats Baixos Creek a l'actual Geòrgia eren Bird Tail King (Fushatchie Mico) de Cussetta; Little Prince (Tustunnuggee Hopoi) de Broken Arrow, i William McIntosh (Tunstunuggee Hutkee, Guerrer Blanc) de Coweta.
Abans de la Guerra Creek i de la guerra de 1812, la majoria dels polítics estatunidencs van veure la deportació l'única alternativa a l'assimilació dels pobles indígenes a la cultura occidental. Els creeks, d'altra banda, barrejaven la seva pròpia cultura amb els béns comercials adoptats i termes polítics, i no tenien intenció d'abandonar la seva terra.
L'americanització dels creeks va ser més prevalent a l'oest de Geòrgia, més entre els baixos creeks que entre els Alts Creek, i va provenir de processos interns i externs. El govern dels Estats Units i la pressió de Benjamin Hawkins per assimilar als creeks estaven en contrast amb la barreja més natural de cultures que venia d'una llarga tradició de convivència i apropiació cultural, començant amb els comerciants blancs en territori indi. Molts dels més destacats caps creek abans de la Guerra Creek eren "mestissos", com William McGillivray i William McIntosh (que estaven en costats oposats en la Guerra Civil Creek).
Tecumseh (cabdill shawnee) va arribar al sud per encoratjar als pobles d'unir-se al seu moviment d'expulsar els nord-americans dels territoris indis. Havia unit tribus al Nord-oest (Ohio i territoris relacionats) per lluitar contra els colons dels Estats Units després de la Guerra d'Independència dels Estats Units. En 1811, Tecumseh i el seu germà Tenskwatawa van assistir al Consell Anual Creek a Tukabatchee. Tecumseh va pronunciar un discurs d'una hora per a una audiència de 5.000 creeks, així com una delegació nord-americana incloent Benjamin Hawkins. Encara que els nord-americans consideraren Tecumseh amenaçant, el seu missatge de resistència a la invasió blanca va ser ben rebut entre creeks i seminoles, especialment entre la gent gran més conservadora i tradicionals, i entre els joves.
La mobilització de voluntaris a la causa de Tecumseh es va veure reforçada pel fet que molts indis creien que Tecumseh estava dotat de poders sobrenaturals, inclosa la predicció dels cometes i de terratrèmols a tot el sud-est. El partit de la guerra es van reunir al voltant dels profetes que havien viatjat amb Tecumseh, i va romandre en la nació creek, així com en els recentment convertits líders religiosos creek. Peter McQueen de Talisi (ara Tallassee); Josiah Francis (Hilis Hadjo) d'Autaga, una vila Koasati; i High-head Jim (Cusseta Tustunnuggee) i Paddy Walsh, ambdós alibamus, van ser alguns dels líders espirituals que respongueren a la creixent preocupació i al missatge profètic. La facció militant dels creek es va posar en contra de les polítiques oficials del Consell Nacional Creek, en particular pel que fa a les relacions exteriors amb els Estats Units. L'augment de partit de la guerra va començar a ser anomenat Bastons Vermells en aquest moment (en la cultura creek els 'bastons' vermells o clubs de guerra simbolitzen la guerra mentre que les barres blanques representen la pau.)

## Curs de la Guerra
Els creek que no donaven suport a la guerra esdevingueren objectiu dels profetes i llurs seguidors, i començaren a ser assassinats quan dormien o cremats vius. Els guerrers del partit dels profetes també començà a atacar la propietat de llurs enemics, cremant plantacions i destruint ramat. La primera major ofensiva de la guerra civil fou l'atac dels Bastons Vermells a la ciutat dels Alts Creek i seu del Consell a Tukabatchee el 22 de juliol de 1813.
A Geòrgia, una partida de guerra de creeks "amics" organitzada sota William McIntosh, Big Warrior, i Little Prince, va atacar 150 guerrers yuchis que viatjaven per reunir-se amb els creeks bastons vermells al territori de Mississipi. Després d'aquesta ofensiva a començaments del mes d'octubre de 1813, la partida va cremar diverses ciutats dels Bastons Vermells abans de retirar-se a Coweta.
Encara que va haver alguns atacs limitats sobre els blancs en 1812 i principis de 1813, Hawkins no creia que la divisió de la Nació Creek o les danses de guerra fossin motiu de preocupació. En un cas al febrer de 1813, un petit grup de guerrers Bastons Vermells, dirigit pel Little Warrior, tornaven de Detroit quan va matar a dues famílies de colons al llarg del riu Ohio. Hawkins va exigir que un judici creek sobre Little Warrior i els seus sis companys, procediment operatiu estàndard entre les nacions fins aquell moment.
Els primers enfrontaments entre els Bastons Vermells i les forces dels Estats Units va ocórrer el 21 de juliol de 1813. Un grup de milícia territorial interceptà un grup de Bastons Vermells tornant de la Florida espanyola, on havien adquirit armes del governador espanyol a Pensacola (Florida). Els Bastons Vermells van escapar i els soldats van saquejar el que van trobar. En veure el saqueig dels americans els creek es van reagrupar i van atacar i derrotar els nord-americans. La batalla de Burnt Corn, com l'intercanvi es va donar a conèixer, va ampliar la Guerra Civil Creek per incloure les forces nord-americanes.
Els caps Peter McQueen i William Weatherford va dirigir un atac contra Fort Mims, al nord de Mobile (ciutat d'Alabama), el 30 d'agost de 1813. L'objectiu dels Bastons Vermells era atacar als mestissos creek de l'assentament Tensaw que s'havien refugiat en el fort. Els guerrers van atacar el fort, i van matar a un total de 400 a 500 persones, entre elles dones i nens i nombrosos colons blancs. L'atac va ser conegut com la massacre de Fort Mims i va esdevenir causa de guerra per a la milícia estatunidenca.
Els Bastons Vermells posteriorment van atacar altres forts a la zona, incloent Fort Sinquefield. El pànic es va estendre entre els colons al llarg de la frontera sud-oest, i van exigir la intervenció del govern. Les forces federals estaven ocupats lluitant contra els britànics i les tribus dels boscos del nord, encapçalats per Tecumseh (cabdill shawnee) al nord-oest. Els estats del sud-est reclutaren milicians per fer front a l'amenaça.
Després de Burnt Corn, el secretari d'Estat de Guerra John Armstrong notificà al general Thomas Pinckney, comandant del Districte Militar Sisè, que els EUA estaven disposats a prendre mesures contra la Nació Creek. A més, si es constatés que Espanya donava suport als creeks, es produiria un atac contra Pensacola.
El general de brigada Ferdinand Claiborne, un comandant de milícia del Territori del Mississipi, estava preocupat per la debilitat del seu sector en la frontera occidental del territori creek, i havia advocat per atacs preventius. Però, el major general Thomas Flournoy, comandant del 7è Districte Militar, va rebutjar les seves peticions. Tenia la intenció de dur a terme una estratègia nord-americana de defensa. Mentrestant, els colons de la regió van buscar refugi en blocats.
La legislatura de Tennessee legislatura va autoritzar al governador Willie Blount reclutar 5.000 milicians per a un servei de tres mesos. Blount va cridar una força de 2.500 homes de Tennessee Occidental sota el comandament del coronel Andrew Jackson per "repel·lir una pròxima invasió ... i per proporcionar ajuda i alleujament al ... territori de Mississipi". Així mateix, va convocar una força de 2.500 de Tennessee Oriental sota el general de divisió William Cocke. Jackson i Cocke no estaven disposats a moure's fins a principis d'octubre.
A més de les accions de l'Estat, l'agent indi dels Estats Units Benjamin Hawkins va organitzar els amistosos baixos Creek sota el comandament del Major William McIntosh, un cap indi, per ajudar les milícies de Geòrgia i Tennessee en accions contra els Bastons Vermells. A petició de l'agent federal cap Return J. Meigs (anomenat White Eagle pels indis pel color del seu pèl), la Nació Cherokee Nació va votar a favor d'unir-se als estatunidencs en la seva lluita contra els Bastons Vermells. Sota el comandament del cap Major Ridge, 200 cherokees van lluitar amb la Milícia de Tennessee al comandament del coronel Andrew Jackson.
Com a màxim, la força dels Bastons Vermell consistia en 4.000 guerrers, posseint potser 1.000 mosquets. Mai havien estat involucrats en una guerra a gran escala, ni tan sols contra els veïns amerindis. A principis de la guerra, el general Cocke va observar que les fletxes "formen una part molt principal de l'armament de l'enemic per a la guerra, tot home té un arc amb un feix de fletxes, que s'utilitza després del primer foc amb la pistola fins que disposa de temps per carregar-la." Molts creeks tractareb de romandre amic dels Estats Units però, després de Fort Mims, pocs euroamericans al sud-est distingien entre creeks amics i enemics.
Holy Ground (Econochaca), situat prop de la unió dels rius Alabama i Coosa, era el cor de la Confederació dels Bastonn Vermells. Er a uns 240 quilòmetres des del punt de subministrament més proper disponible per a qualsevol dels tres exèrcits americans. La ruta d'atac més fàcil era de Geòrgia a través de la línia de fortins a la frontera i després al llarg d'un bon camí que conduïa als pobles alt creek propers a Holy Ground, entre ells prop Hickory Ground. Una altra ruta es trobava al nord de Mobile al llarg del riu Alabama. La ruta d'avanç de Jackson va ser al sud de Tennessee a través d'un terreny muntanyós i sense camins.

### Campanya de Geòrgia
L'agost, l'Exèrcit de Voluntaris de Geòrgia i la milícia estatal s'havien mobilitzat en previsió d'una guerra amb els creeks. La notícia de Fort Mims va arribar per primera vegada Geòrgia el 16 de setembre, i es va prendre com a base legal per començar una ofensiva militar. A més, Benjamin Hawkins va escriure a Floyd el 30 de setembre que la partida de guerra dels Bastons Vermells havia "rebut 25 armes petites" a Pensacola. La preocupació immediata de la força era la defensa de la "Línia Índia" de Geòrgia, que separava el territori indi des de territori nord-americà al riu Ocmulgee.
La proximitat dels comtats de Jasper i Jones a pobles creek hostils va resultar en un regiment de voluntaris de la milícia de Geòrgia al comandament del major general David Adams. John Floyd es va fer general de l'exèrcit principal de Geòrgia (al setembre 1812 tenia 2.362 homes). L'Exèrcit de Geòrgia es va veure afavorit pels aliats cherokees i creeks, així com una sèrie de voluntaris de la milícia de Geòrgia. La tasca de Floyd era avançar a la unió dels rius Coosa i Tallapoosa i unir-se a l'exèrcit de Tennessee.
A causa de la incapacitat de l'Estat per garantir prou subministrament en l'any, Floyd va guanyar un parell de mesos per entrenar els homes a Fort Hawkins. El 24 de novembre, el general Floyd va creuar el Chattahoochee i va establir Fort Mitchell, on va ser acompanyat per 300-400 creeks de Coweta, organitzats sota McIntosh. Amb aquests aliats i 950 dels seus homes, Floyd va començar el seu avanç cap a la unió dels rius Coosa i Tallapoosa, on se suposava que havia de trobar-se amb Jackson. El seu primer destí va ser la ciutat principal d'Autosse al riu Tallapoosa, un bastió dels Bastons Vermells a 20 milles del riu Coosa El 29 de novembre va atacar Autosse. Les pèrdues de Floyd foren d'11 morts i 54 ferits. Floyd estimà que 200 creeks van morir. Després d'haver aconsegueix la destrucció de la ciutat, Floyd va tornar a Fort Mitchell.
El segon avanç cap a l'oest de les tropes de Floyd va partir de Fort Mitchell amb una força de 1.100 milicians i 400 aliats creek. En el camí es van fortificar Fort Bainbridge i Fort Hull a la carretera federal. El 26 de gener van establir un campament al Callabee Creek prop del lloc abandonat d'Autossee. Els caps Bastons Vermells William Weatherford, Paddy Walsh, High-head Jim i William McGillivray van aplegar una força combinada d'almenys 1.300 guerrers per detenir l'avanç. Aquesta va ser la força combinada més gran plantejada pels creeks durant tota la guerra. El 29 de gener els Bastons Vermells llançaren un atac a la matinada contra el campament nord-americà. A la llum del dia, l'exèrcit de Floyd va repel·lir l'atac. Les xifres de víctimes varien per les forces de Floyd de 17 a 22 morts, i 132-147 ferits. Floyd estima les baixes dels Bastons Vermells en 37 morts, entre ells el cap High-head Jim. Geòrgia es va retirar a Fort Mitchell amb Floyd, que va resultar greument ferit en una cama. La "Batalla de Calabee Creek" va ser l'última operació ofensiva de Geòrgia en la guerra.

### Milícia de Mississipi
L'octubre el general Thomas Flourney va organitzar una força de prop de 1000 homes formada pel 3r d'Infanteria dels Estats Units, la milícia, els voluntaris i indis choctaw a Fort Stoddert. El general Claiborne va ordenar tallar les propietats creek a prop de la sortida d'Alabama i Tombigbee, va avançar des de Fort St. Stephen. Va aconseguir cert grau de destrucció, però sense compromís militar. Més o menys al mateix temps, el capità Sam Dale va deixar Fort Madison (prop Suggsville) cap al sud fins al riu Alabama. El 12 de novembre una petita partida va remar per interceptar una canoa de guerra. Dale va lluitar cos a cos a la canoa amb quatre guerrers.
Continuant a un punt a uns 140 kilòmetres al nord de Fort Stoddert, Claiborne va establir Fort Claiborne. El 23 de desembre es va trobar amb una petita força a Holy Ground i va cremar 260 cases. William Weatherford va ser gairebé capturat en aquest atac, però va aconseguir escapar. Les baixes dels Mississipians van ser d'1 mort i 6 ferits. 30 soldats Creek van morir en l'enfrontament.
A causa de l'escassetat de subministraments, Claiborne es va retirar a Fort St Stephens.

### Milícies de Carolina del Nord i Carolina del Sud
Les tropes del general de brigada Joseph Graham de Carolina del Nord i Carolina del Sud (incloses les milícies de Carolina del Sud del coronel Nash) es van desplegar al llarg de la frontera de Geòrgia per fer front als Bastons Vermells. El regiment de milícia de voluntaris de Carolina del Sud del coronel Ruben Nash va viatjar des de Carolina del Sud a finals de gener de 1814. La milícia va marxar a l'inici de la Carretera Federal a Augusta, Geòrgia caminant fins a Fort Benjamin Hawkins (a la moderna Macon, Geòrgia) en ruta per reforçar less diferents fortaleses incloent Fort Mitchell (a la moderna Phoenix City, Alabama). El registre de reclutament de la Companyia del capità John Wallace (una de les companyies de Nash) llista la companyia prop de Fort Hawkins el 9 de febrer, prop de Fort Jackson (Alabama) el 13 de maig, i prop de Fort Hawkins el 13 de juliol. Altres companyies del regiment de Nash estaven a Fort Mitchell el juliol 1814.
La brigada de Graham participà en algunes escaramusses abans de tornar a casa.

### Campanya de Tennessee
Encara que la missió de Jackson era derrotar els creek, el seu objectiu més ampli era ocupar Pensacola. El pla de Jackson era moure's cap al sud, la construcció de carreteres, destruir ciutats dels Alts Creek i després anar a Mobile per realitzar un atac als espanyols per prendre Pensacola. Tenia dos problemes: la logística i els allistaments curts. Quan Jackson va començar el seu avanç, el riu Tennessee era baix, per la qual cosa era difícil de moure els subministraments, i havia poc farratge per als seus cavalls.
Jackson va sortir de Fayetteville (Tennessee) el 7 d'octubre de 1813. Es va unir a la seva cavalleria a Huntsville i creuà el Tennessee, establint Fort Deposit. Aleshores travessà el Coosa i va construir una base avançada a Fort Strother. Cap al novembre Jackson va tenir les primeres accions victorioses, les batalles de Tallushatchee i Talladega.
Tanmateix, després de Talladega Jackson va patir escassetat de subministrament i problemes de disciplina que sorgien dels allistaments a curt termini dels seus homes. Cocke, amb 2500 milicians de Tennessee Oriental, va iniciar el 12 d'octubre la seva ruta de marxa de Knoxville a Chattanooga i després al llarg del Coosa cap a Fort Strother. A causa de la gelosia entre les milícies de l'est i de l'oest de Tennessee, Cocke no tenia pressa per unir-se a Jackson, especialment després d'enfurir Jackson atacant per error un poble amistós el 17 de novembre. Quan finalment va arribar a Fort Strother el 12 de desembre, els homes de Tennessee Oriental només van tenir 10 dies restants en els seus allistaments. Jackson no va tenir més remei que acomiadar-los. A més, John Coffee, que havia tornat a Tennessee per reforços, va escriure Jackson que la cavalleria havia desertat. A finals de 1813 Jackson s'havia reduït a un sol regiment els allistaments del qual expiraven a mitjans de gener.
Encara que el governador Blount havia ordenat una nova lleva de 2.500 soldats, Jackson no tindria tota la seva força fins al final de febrer. Quan va arribar inesperadament una lleva de 900 reclutes el 14 de gener, Jackson s'havia reduït a un grup de 103 i Coffee, que havia estat "abandonat pels seus homes".
Atès que els nous homes tenien contractes d'allistament de només seixanta dies Jackson va decidir treure el màxim profit de la seva força no provada. Va partir de Fort Strother el 17 de gener i es va dirigir cap al poble d'Emuckfaw cooperant amb la milícia de Geòrgia. No obstant això, aquesta va ser una decisió arriscada. Va ser una llarga marxa a través de terreny difícil en contra d'una força numèricament superior, els homes eren inexperts, indisciplinats i desobedients, i una derrota hauria perllongat la guerra. Després de dues batalles indecises a Emuckfaw i Enotachopo Creek, Jackson va tornar a Fort Strother i no es van reprendre l'ofensiva fins a mitjans de març
L'arribada de la 39è d'Infanteria dels Estats Units el 6 de febrer de 1814 va proporcionar a Jackson un nucli disciplinat per la seva força, que va créixer a prop de 5.000 homes. Després el governador Blount va ordenar al segon cap de la milícia de Tennessee, Cocke, amb una força de 2.000 homes de sis mesos, un cop més, que marxés des de Knoxville a Fort Strother. Els homes de Cocke s'amotinaren quan van saber que els homes de Jackson només tenien allistaments de tres mesos. Cocke va intentar tranquil·litzar els seus homes, però Jackson va entendre malament la situació i va ordenar l'arrest de Cocke com a instigador. La milícia de Tennessee Oriental va informar a Fort Strother sense més comentaris sobre el seu període de servei. Cocke fou acomiadat més tard.
Jackson va passar els següents mesos construint carreteres i capacitant la seva força. A mitjan març es va traslladar contra la força de Bastons Vermells concentrada al Tallapoosa a Tohopeka (Horseshoe Bend). La primera vegada que es va traslladar al sud al llarg del Coosa, prop de la meitat de la distància de la posició dels creeks, i va establir un nou lloc d'avançada a Fort Williams. Hi va deixar una altra guarnició, després es va traslladar a Tohopeka amb una força d'uns 3.000 efectius augmentada per 600 cherokees i creeks aliats. La batalla de Horseshoe Bend, que es va produir el 27 de març, va ser una victòria decisiva per Jackson, que va posar fi a la resistència dels Bastons Vermells.

## Resultat

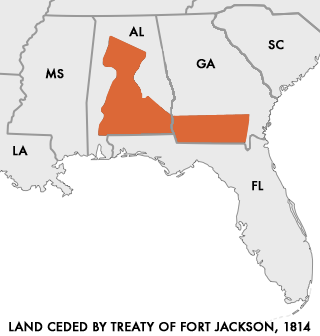
Territori cedit per la Nació Creek en 1814 pel Tractat de Fort Jackson

El 9 d'agost de 1814 Andrew Jackson va obligar els caps tant dels alts creeks com dels baixos creeks a signar el Tractat de Fort Jackson. Tot i la protesta dels caps creek que havien lluitat al costat de Jackson, la Nació Creek va cedir 21.086.793 acres (85.335 km²), la meitat de la terra d'Alabama i part del sud de Geòrgia al Govern dels Estats Units. Tot i que la Guerra Creek va ser en gran manera una guerra civil entre creeks, Andrew Jackson no va reconèixer cap diferència entre els seus aliats baixos creek i els Bastons Vermells que van lluitar contra ell. Va prendre les terres de tots dos pel que ell considerava les necessitats de seguretat dels Estats Units.
Amb els Bastons Vermells subjugats, Jackson va tornar la seva atenció a la regió de la Costa del Golf en la guerra de 1812. Per iniciativa pròpia, va envair la Florida espanyola i va expulsar una força britànica de Pensacola. Va derrotar els britànics en la batalla de Nova Orleans el 8 de gener de 1815. En 1818 Jackson va tornar a envair la Florida, on alguns dels líders Bastons Vermells havien fugit, un esdeveniment conegut com la Primera Guerra Seminola.
Com a resultat d'aquestes victòries, Jackson va esdevenir una figura nacional i, finalment, va arribar a convertir-se en el setè President dels Estats Units en 1829. Com a president, Andrew Jackson va advocar per la Llei de Deportació Índia, aprovada pel Congrés en 1830, que va autoritzar la negociació de tractats d'intercanvi de terres i pagament d'anualitats, i la deportació de les tribus del sud-est a Territori Indi a l'oest del riu Mississipi.